# 左派民主黨
左翼民主党（意大利語：Partito Democratico della Sinistra，縮寫为PDS）是意大利的一个已不存在的民主社会主义政黨。前身是1921年成立的意大利共產黨，為今日民主黨的前身。

## 歷史
該黨前身是1921年成立的意大利共產黨，1991年2月3日改组为左翼民主党。1998年2月13日，该党与劳动联盟、社会基督教徒、共和左翼、联合共产主义者运动、争取欧洲改革主义者和民主联盟合并为“左翼民主人士”党。
1996年－2001年、2006年－2008年，左翼民主党及其继承党左翼民主人士領導的中左翼聯合政府橄榄树联盟在意大利執政。